# Fenix Trophy 2024–2025
Ediția 2024-2025 a Trofeului FENIX, un turneu european continental format exclusiv din echipe europene semi-profesioniste și amatoare, va fi a patra ediție a turneului. Turneul se va desfășura din 21 septembrie 2024 până la o dată neconfirmată din mai 2025.

## Format
Față de sezonul precedent care a avut grupe, în acest sezon se vor desfășura două manșe eliminatorii cu meciuri tur-retur, după care se vor juca semifinalele, finala mică și finala.

## Echipe
- Krakow Dragons FC (Cracovia, Polonia)
- Prague Raptors FC (Praga, Republica Cehă)
- K. Berchem Sport (Anvers, Belgia)
- FC United of Manchester (Manchester, Anglia)
- FC Oslo (Oslo, Norvegia)
- Venus Bucuresti (București, România)
- Clubul de fotbal Bór Oborniki Śląskie (Oborniki Śląskie, Polonia)
- BK Skjold (Copenhaga, Danemarca)
- Avro FC (Oldham, Anglia)
- Gilla FC (Helsinki, Finlanda)
- Brera FC (Milano, Italia)
- Llantwit Major FC (Llantwit Major, Țara Galilor)
- Caledonian Braves (Glasgow, Scoția)
- FK Miljakovac (Belgrad, Serbia)
- Fans United FC (Podgorica, Muntenegru)
- Athletic Sonnenberg (Chemnitz, Germania)

## Turneul propriu-zis

### Manșa întâi (optimi de finală)
| KP Bor    | 1–2    | FK Miljakovac              |
| --------- | ------ | -------------------------- |
| Jamal 86' | Raport | - Manic 30' - Rankovic 88' |

| BK Skjold                        | 3–0    | Athletic Sonnenberg |
| -------------------------------- | ------ | ------------------- |
| - Madsen 39' - Lysemose 55', 75' | Raport |                     |

| K. Berchem Sport                                                                  | 7–2    | Llantwit Major FC            |
| --------------------------------------------------------------------------------- | ------ | ---------------------------- |
| - Owusu 1', 12', 27' - Frimpong 24' - Lambrechts 35' - Vennekens 62' - Pejcic 84' | Raport | - Morgan 33' - Armstrong 51' |

| FC United of Manchester                                        | 5–0    | Prague Raptors FC |
| -------------------------------------------------------------- | ------ | ----------------- |
| - McLoughlin 17', 84' - Ferguson 19' - Evans 27' - Navarro 59' | Raport |                   |

| FC Fans United | 5–0    | Brera FC |
| -------------- | ------ | -------- |
|                | Raport |          |

| FK Miljakovac | –      | KP Bor |
| ------------- | ------ | ------ |
|               | Raport |        |